# Altmarks voetbalkampioenschap 1926/27
In 1926/27 werd het elfde Altmarks voetbalkampioenschap gespeeld, dat georganiseerd werd door de Midden-Duitse voetbalbond. 
FC Viktoria Stendal werd kampioen en plaatste zich voor de Midden-Duitse eindronde. De club versloeg FC Germania 1900 Halberstadt en verloor dan van Hallescher Sportfreunde 1902.

## Gauliga
| Plaats | Club                        | Wed. | W  | G | V  | Saldo | Ptn.  |
| ------ | --------------------------- | ---- | -- | - | -- | ----- | ----- |
| 1.     | FC Viktoria 1909 Stendal    | 16   | 16 | 0 | 0  | 91:19 | 32:0  |
| 2.     | SC Herta Wittenberge        | 16   | 12 | 0 | 4  | 69:46 | 24:8  |
| 3.     | VfL Gardelegen              | 16   | 11 | 0 | 5  | 64:50 | 22:10 |
| 4.     | FC Saxonia 1907 Tangermünde | 16   | 9  | 1 | 6  | 52:40 | 19:13 |
| 5.     | FC Siegfried Wahrburg       | 16   | 8  | 0 | 8  | 63:56 | 16:16 |
| 6.     | SV 1888 Wittenberge         | 16   | 5  | 1 | 10 | 31:48 | 11:21 |
| 7.     | FV Fortuna Tangermünde      | 16   | 5  | 0 | 11 | 29:52 | 10:22 |
| 8.     | SuS Stendal                 | 16   | 4  | 0 | 12 | 30:68 | 8:24  |
| 9.     | FC Minerva 1909 Wittenberge | 16   | 1  | 0 | 15 | 27:77 | 2:30  |

|  | Kampioen, geplaatst voor Midden-Duitse eindronde |